# Altica rosae
Altica rosae är en skalbaggsart som beskrevs av Loren P. Woods 1918. Altica rosae ingår i släktet Altica och familjen bladbaggar. Inga underarter finns listade i Catalogue of Life.